# إدغار تايلور
إدغار تايلور (بالإنجليزية: Edgar Taylor)‏ هو  نيوزيلندي، ولد في 1886، وتوفي في 1979.